# INFORSE
Nemzetközi Hálózat a Fenntartható Energiagazdálkodásért (International Network for Sustainable Energy; INFORSE)
Az INFORSE a Rio de Janeiro-ban megrendezett (Brazília, 1992) Globális Forumon alakult, ami egy NGO konferencia volt az ENSZ UNCED (Earth Summit) konferenciájával.

## Cél
Az INFORSE hálózat alapvető célja egy olyan világ létrehozásának támogatása, ahol az energiarendszer működtetése fenntartható módon történik megújuló energiaforrásokból (tehát az atomenergia és a fosszilis források kizárásával).
Az INFORSE hálózat küzd a fenntartható energiagazdálkodásért, hogy ezzel megvédje a környezetet és csökkentse a szegénységet. Forrás: INFORSE's Presentation, Charter 

## A Globális Stratégia befolyásolása
Az INFORSE jelen van az ENSZ eseményein és az azzal párhuzamos NGO fórumokon is, mint például az ENSZ éghajlatváltozási keretegyezményének (UNFCCC) konferenciáin (pl. a COP 14, 2008-as konferencia Poznanban  és a COP15 2009-es ENSZ éghajlatváltozási keretegyezmény konferencia Koppenhágában ). INFORSE-nak nem-kormányzati konzultatív státusza van az ENSZ ECOSOC-ban 1998 óta. és a UNFCCC-nél 2003 óta Archiválva 2011. május 1-i dátummal a Wayback Machine-ben.
INFORSE-Europe aktiv az Európai Unió energiapolitikájának a területén is mint lobby szervezet.  

## Tagság
INFORSE-nak a tagjai nem kormányzati (NGO) szervezetek. A világon jelenleg kb 150 tagja van 60 országból.  Európában az INFORSE-Európának 78 szervezet tagja 35 országból. 

## Magyarországon
A hálózat magyar tagjai: Környezeti Tervezési és Nevelési Hálózat, Energia Klub, Életfa Környezetvédő Szövetség, Természet- és Környezetvédelmi Egyesület, IRENA-Magyarország Egyesület, 
Több más magyar egyesülettel is együttműködnek az évek során, mint például az Esztergomi Környezetkultúra Egyesület, a Független Ökologiai Központ, Nimfea, Reflex, és Zöld Pók.